# Sibine laberia
Sibine laberia är en fjärilsart som beskrevs av Dyar 1935. Sibine laberia ingår i släktet Sibine och familjen snigelspinnare. Inga underarter finns listade i Catalogue of Life.